# Шаснёй-сюр-Боньёр
Шаснёй-сюр-Боньёр (фр. Chasseneuil-sur-Bonnieure) — коммуна во Франции, находится в регионе Пуату — Шаранта. Департамент — Шаранта. Входит в состав кантона Сен-Кло. Округ коммуны — Конфолан.
Код INSEE коммуны — 16085.
Коммуна расположена приблизительно в 370 км к юго-западу от Парижа, в 85 км южнее Пуатье, в 30 км к северо-востоку от Ангулема.

## Население
Население коммуны на 2008 год составляло 2932 человека.
| 1962 | 1968 | 1975 | 1982 | 1990 | 1999 | 2008 |
| ---- | ---- | ---- | ---- | ---- | ---- | ---- |
| 2723 | 2790 | 2803 | 2903 | 2791 | 2785 | 2932 |

## Администрация
| Период | Период | Фамилия        | Партия                              | Примечания                           |
| ------ | ------ | -------------- | ----------------------------------- | ------------------------------------ |
| 1983   | 1989   | Пьер Дерив     |                                     |                                      |
| 1989   | 1995   | Мишель Барраль | Французская коммунистическая партия | член генерального совета (1979—1992) |
| 1995   | 2001   | Клод Бюрлье    | Социалистическая партия             | член генерального совета (с 1998)    |
| 2001   | 2008   | Бернар Гра     | Союз за французскую демократию      |                                      |
| 2008   | 2014   | Адриен Симон   | Социалистическая партия             |                                      |

## Экономика
В Шаснёй-сюр-Боньёре расположен завод промышленной группы Terreal, производящий бетонные блоки.
В 2007 году среди 1688 человек в трудоспособном возрасте (15—64 лет) 1163 были экономически активными, 525 — неактивными (показатель активности — 68,9 %, в 1999 году было 70,1 %). Из 1163 активных работали 1048 человек (597 мужчин и 451 женщина), безработных было 115 (38 мужчин и 77 женщин). Среди 525 неактивных 158 человек были учениками или студентами, 181 — пенсионерами, 186 были неактивными по другим причинам.

## Фотогалерея

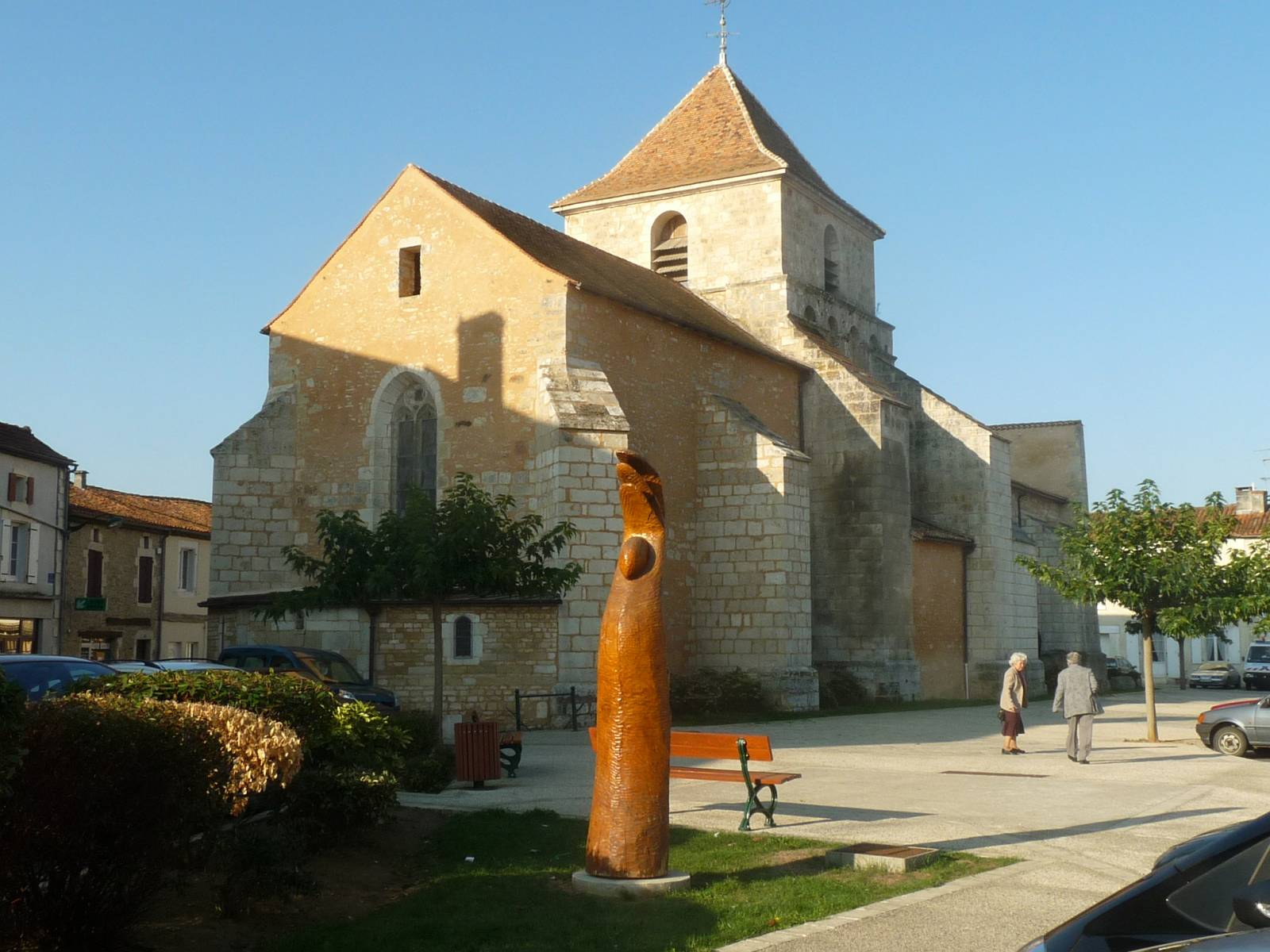
Церковь Сен-Сатюрнен
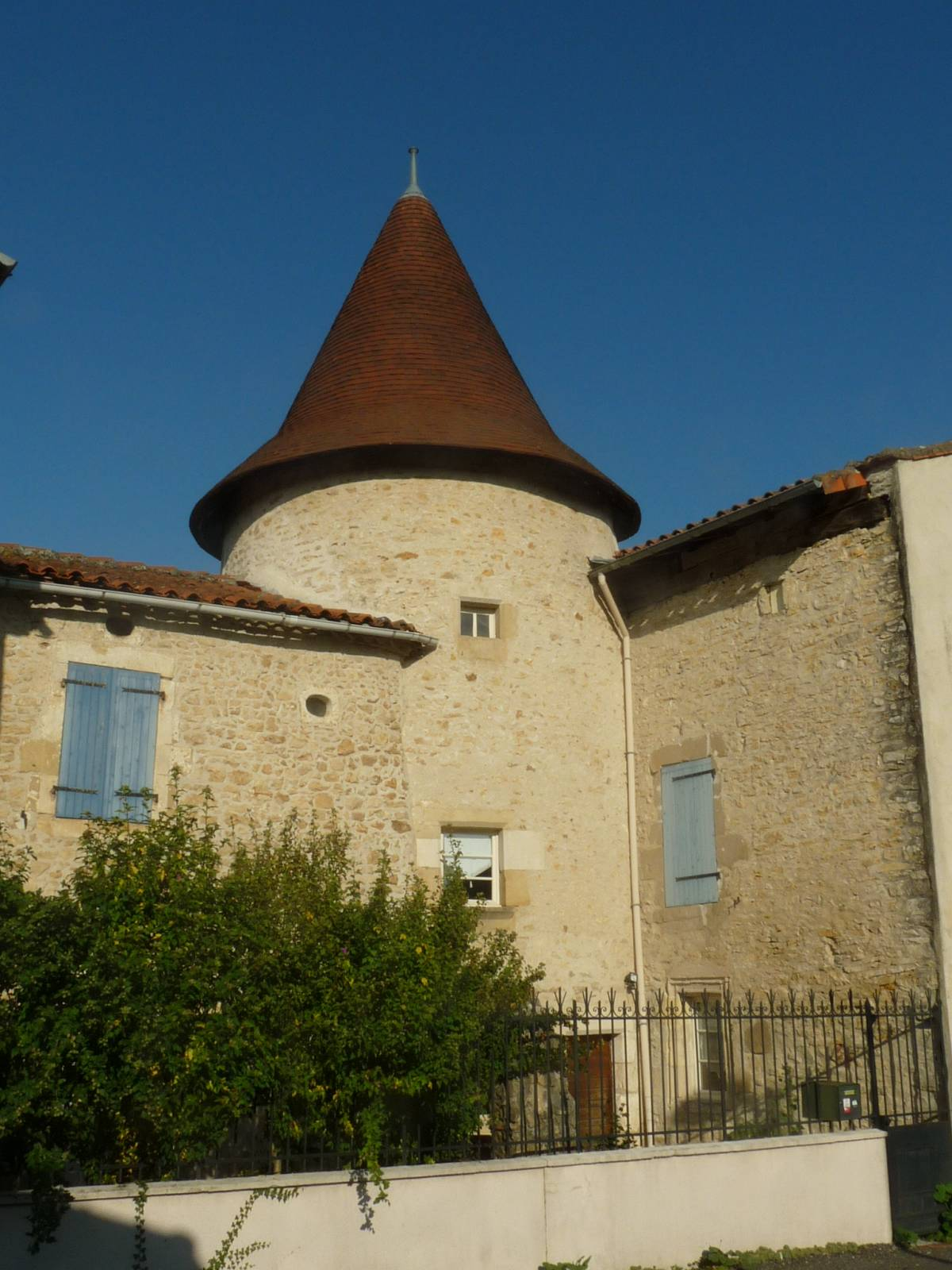
Башня
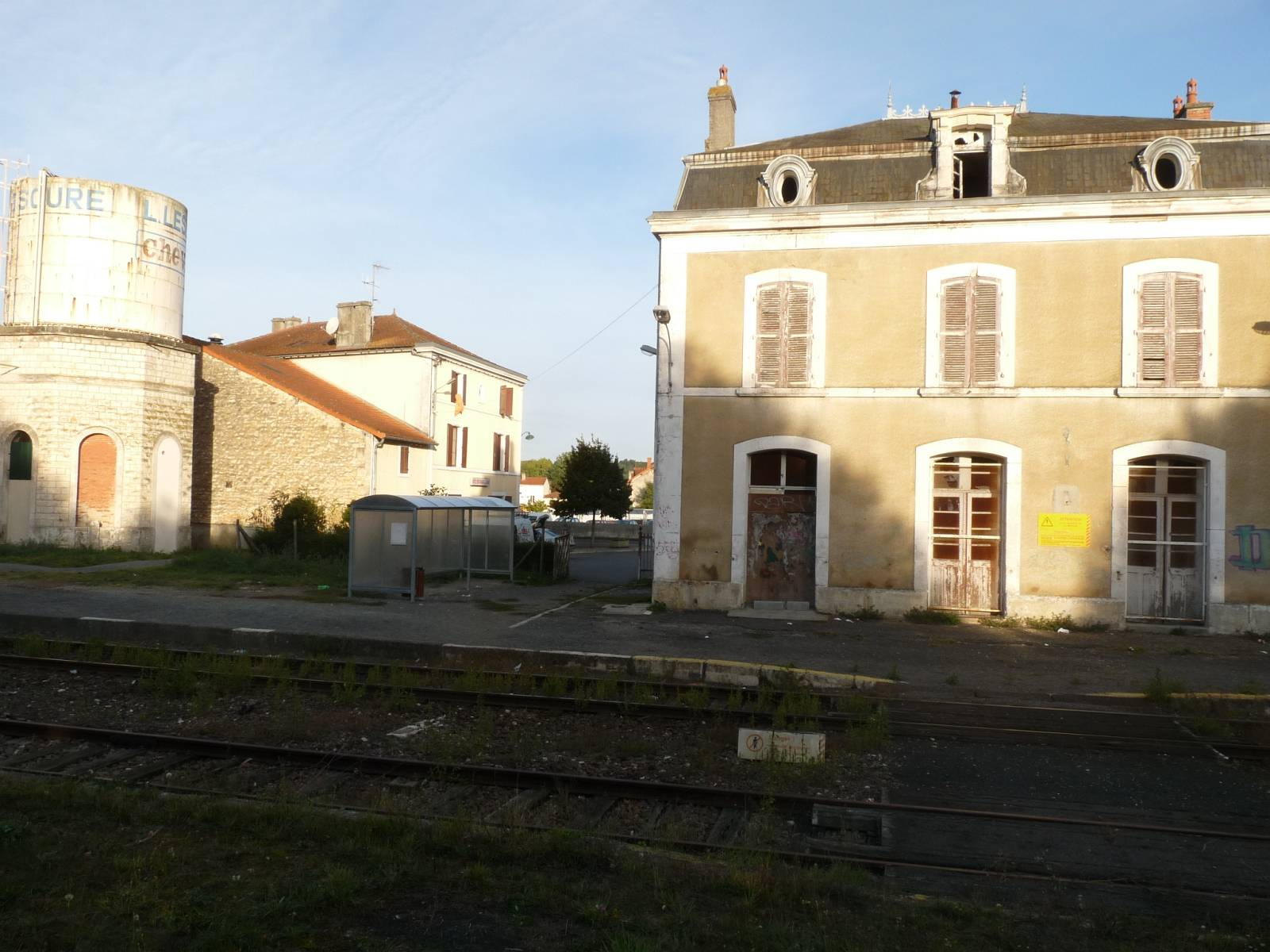
Вокзал